# Nuoto ai campionati europei di nuoto 2022 - 50 metri dorso maschili
La gara dei 50 metri dorso maschili dei campionati europei di nuoto 2022 si è svolta il 14 e il 15 agosto 2022. Al mattino del 14 agosto si sono svolte le batterie e lo spareggio e nel pomeriggio le semifinali, mentre la finale si è disputata nel pomeriggio del 15 agosto.

## Podio
| Pos.    | Atleta             | Nazione  |
| ------- | ------------------ | -------- |
| Oro     | Apostolos Christou | Grecia   |
| Argento | Thomas Ceccon      | Italia   |
| Bronzo  | Ole Braunschweig   | Germania |

## Record
Prima della manifestazione il record del mondo (RM), il record europeo (EU) e il record dei campionati (RC) erano i seguenti.
|  | 23"71 | Hunter Armstrong   | 28 aprile 2022 Greensboro |
|  | 23"80 | Kliment Kolesnikov | 18 maggio 2021 Budapest   |
|  | 23"80 | Kliment Kolesnikov | 18 maggio 2021 Budapest   |

Durante la competizione non sono stati migliorati record.

## Risultati

### Batterie
| Pos. | Batteria | Corsia | Atleta                 | Nazionalità | Tempo       | Note |
| ---- | -------- | ------ | ---------------------- | ----------- | ----------- | ---- |
| 1    | 4        | 4      | Thomas Ceccon          | Italia      | 24"69       | Q    |
| 2    | 5        | 4      | Apostolos Christou     | Grecia      | 24"72       | Q    |
| 3    | 3        | 6      | Björn Seeliger         | Svezia      | 24"79       | Q    |
| 4    | 5        | 5      | Ole Braunschweig       | Germania    | 24"81       | Q    |
| 5    | 4        | 5      | Michele Lamberti       | Italia      | 24"88       | Q    |
| 6    | 3        | 5      | Yohann Ndoye Brouard   | Francia     | 24"89       | Q    |
| 7    | 5        | 6      | Simone Stefanì         | Italia      | 24"97       |      |
| 8    | 4        | 3      | Tomasz Polewka         | Polonia     | 25"04       | Q    |
| 9    | 3        | 3      | Michael Leytrovskiy    | Israele     | 25"05       | Q    |
| 10   | 3        | 7      | Kacper Stokowski       | Polonia     | 25"09       | Q    |
| 11   | 4        | 2      | Lorenzo Mora           | Italia      | 25"18       |      |
| 12   | 4        | 6      | Juan Segura            | Spagna      | 25"24       | Q    |
| 13   | 3        | 4      | Ksawery Masiuk         | Polonia     | 25"27       |      |
| 14   | 4        | 8      | Roman Mityukov         | Svizzera    | 25"31       | Q    |
| 15   | 1        | 9      | Shane Ryan             | Irlanda     | 25"33       | Q    |
| 16   | 5        | 0      | Andrei Anghel          | Romania     | 25"37       | Q    |
| 16   | 4        | 7      | Tomáš Franta           | Rep. Ceca   | 25"37       | Q    |
| 18   | 5        | 7      | Jonathon Marshall      | Regno Unito | 25"42       | Q    |
| 19   | 5        | 2      | Paweł Franke           | Polonia     | 25"46       |      |
| 20   | 2        | 5      | Jonathon Adam          | Regno Unito | 25"49       | S    |
| 20   | 3        | 9      | David Gerchik          | Israele     | 25"49       | S    |
| 22   | 3        | 1      | Inbar Danziger         | Israele     | 25"65       |      |
| 23   | 5        | 1      | Sebastian Somerset     | Regno Unito | 25"69       |      |
| 24   | 4        | 9      | João Costa             | Portogallo  | 25"70       |      |
| 25   | 2        | 4      | Benedek Kovács         | Ungheria    | 25"73       |      |
| 26   | 3        | 0      | Daniel Zaitsev         | Estonia     | 25"76       |      |
| 27   | 4        | 1      | Theodoros Andreopoulos | Grecia      | 25"81       |      |
| 28   | 5        | 8      | Evangelos Makrygiannis | Grecia      | 25"85       |      |
| 29   | 2        | 2      | Francisco Santos       | Portogallo  | 25"88       |      |
| 30   | 3        | 2      | Jan Cejka              | Rep. Ceca   | 25"89       |      |
| 31   | 2        | 3      | Oleksandr Zheltyakov   | Ucraina     | 25"91       |      |
| 32   | 2        | 8      | Rémi Fabiani           | Lussemburgo | 26"03       |      |
| 33   | 2        | 0      | Markus Lie             | Norvegia    | 26"07       |      |
| 34   | 4        | 0      | Adam Maraana           | Israele     | 26"09       |      |
| 35   | 5        | 9      | Nicolás García         | Spagna      | 26"10       |      |
| 36   | 2        | 6      | Antoine Herlem         | Francia     | 26"15       |      |
| 37   | 2        | 7      | Kaloyan Levterov       | Bulgaria    | 26"30       |      |
| 38   | 1        | 4      | Erikas Grigaitis       | Lituania    | 26"34       |      |
| 39   | 1        | 6      | Anže Ferš Eržen        | Slovenia    | 26"40       |      |
| 40   | 1        | 5      | Alex Ahtiainen         | Estonia     | 26"43       |      |
| 41   | 2        | 9      | Riedel Lentz           | Danimarca   | 26"46       |      |
| 42   | 2        | 1      | Filippos Iakovidis     | Cipro       | 26"89       |      |
| 43   | 1        | 2      | Olli Kokko             | Finlandia   | 27"92       |      |
| 44   | 1        | 8      | Martin Muja            | Kosovo      | 28"15       |      |
| 45   | 1        | 7      | Thomas Wareing         | Malta       | 28"35       |      |
| 46   | 1        | 1      | Ared Ruci              | Albania     | 29"98       |      |
| 47   | 1        | 0      | Kevin Shkurti          | Albania     | 31"32       |      |
| DNS  | 1        | 3      | Oskar Hoff             | Svezia      | Non partito |      |
| DNS  | 3        | 8      | Simon Bucher           | Austria     | Non partito |      |
| DNS  | 5        | 3      | Mewen Tomac            | Francia     | Non partito |      |

### Spareggio
| Pos. | Corsia | Atleta        | Nazionalità | Tempo | Note |
| ---- | ------ | ------------- | ----------- | ----- | ---- |
| 1    | 5      | David Gerchik | Israele     | 25"11 | Q    |
| 2    | 4      | Jonathon Adam | Regno Unito | 25"26 |      |

### Semifinali

#### Semifinale 1
| Pos. | Corsia | Atleta               | Nazionalità | Tempo | Note |
| ---- | ------ | -------------------- | ----------- | ----- | ---- |
| 1    | 4      | Apostolos Christou   | Grecia      | 24"48 | Q    |
| 2    | 6      | Michael Leytrovskiy  | Israele     | 24"74 | Q    |
| 3    | 5      | Ole Braunschweig     | Germania    | 24"75 | Q    |
| 4    | 3      | Yohann Ndoye Brouard | Francia     | 24"96 | Q    |
| 5    | 1      | Andrei Anghel        | Romania     | 25"14 |      |
| 6    | 7      | Shane Ryan           | Irlanda     | 25"19 |      |
| 7    | 8      | David Gerchik        | Israele     | 25"27 |      |
| 8    | 2      | Juan Segura          | Spagna      | 25"48 |      |

#### Semifinale 2
| Pos. | Corsia | Atleta            | Nazionalità | Tempo | Note |
| ---- | ------ | ----------------- | ----------- | ----- | ---- |
| 1    | 4      | Thomas Ceccon     | Italia      | 24"65 | Q    |
| 2    | 3      | Michele Lamberti  | Italia      | 24"82 | Q    |
| 3    | 2      | Kacper Stokowski  | Polonia     | 24"98 | Q    |
| 4    | 6      | Tomasz Polewka    | Polonia     | 25"04 | Q    |
| 5    | 5      | Björn Seeliger    | Svezia      | 25"09 |      |
| 6    | 7      | Roman Mityukov    | Svizzera    | 25"11 |      |
| 7    | 1      | Tomáš Franta      | Rep. Ceca   | 25"12 |      |
| 8    | 8      | Jonathon Marshall | Regno Unito | 25"26 |      |

### Finale
| Pos. | Corsia | Atleta               | Nazionalità | Tempo | Note |
| ---- | ------ | -------------------- | ----------- | ----- | ---- |
|      | 4      | Apostolos Christou   | Grecia      | 24"36 |      |
|      | 5      | Thomas Ceccon        | Italia      | 24"40 |      |
|      | 6      | Ole Braunschweig     | Germania    | 24"68 |      |
| 4    | 3      | Michael Leytrovskiy  | Israele     | 24"75 |      |
| 5    | 2      | Michele Lamberti     | Italia      | 24"85 |      |
| 6    | 1      | Kacper Stokowski     | Polonia     | 24"99 |      |
| 7    | 7      | Yohann Ndoye Brouard | Francia     | 25"06 |      |
| 8    | 8      | Tomasz Polewka       | Polonia     | 25"08 |      |